# Tabanus coquilletti
Tabanus coquilletti är en tvåvingeart som beskrevs av Tokuichi Shiraki 1918. Tabanus coquilletti ingår i släktet Tabanus och familjen bromsar. Inga underarter finns listade i Catalogue of Life.